# Tremor (Kurzfilm)
Tremor  ist ein brasilianischer Kurzfilm von Ricardo Alves junior aus dem Jahr 2013. In Deutschland feierte der Film am 2. Mai 2014 bei den Internationalen Kurzfilmtagen in Oberhausen Premiere.

## Handlung
Ein Mann sucht seine Frau und sucht dabei zugleich nach Antworten und einem Leben.

## Kritiken
„Der 2. Preis geht an einen Film, in dem es nur abwärts geht. Beim Abstieg durch die Stockwerke streng verwalteter Gebäude folgen wir einer kleinen Erzählung, eingebettet in klare Bilder, die uns Schrecken und Suche als Teil lateinamerikanischer Realität zeigt.“

## Auszeichnungen
Vitória Cine Vídeo 2013
- Marlim Azul Trophy (Melhor Som)

Festival de Brasília do Cinema Brasileiro 2013
- Troféu Candango (Curta-Metragem Ficção: Melhor Fotografia, Melhor Direção, Melhor Montagem)

Festival de Cinema Luso-Brasileiro 2013
- Special Jury Award (Best Short Film)

Internationale Kurzfilmtage Oberhausen 2014
- Zweiter Preis des Ministeriums für Familie, Kinder, Jugend, Kultur und Sport des Landes Nordrhein-Westfalen